# Earl Watson
Earl Joseph Watson, Jr. (Kansas City, Kansas, 12. lipnja 1979.) američki je profesionalni košarkaš. Igra na poziciji razigravača, a trenutačno je član NBA momčadi Indiana Pacersa. Izabran je u 2. krugu (40. ukupno) NBA drafta 2001. od strane Seattle SuperSonicsa.

## Srednja škola i sveučilište
Pohađao je srednju školu Washington High School te je tijekom četvrte godine pohađanja prosječno postizao 23.4 poena, 13.2 skokova i 8.3 asistencija po utakmici. Nakon završetka srednje škole, Watson se odlučio na pohađanje sveučilišta UCLA. Već kao freshman, Watson je zauzeo mjesto u početnoj petorci momčadi te su on i Baron Davis postali prvi igrači, u povijesti sveučilišta UCLA, koji su već u freshman sezoni postali starteri u momčadi. Tijekom svog boravka na sveučilištu, Watson je postavio brojne rekorde od kojih su najznačijniji oni po najvećem broju uzastopnih utakmica u početnoj petorci sveučilišta te po najvišem broju ukradenih lopti u povijesti sveučilišta. 

## NBA karijera
Nakon završetka sveučilišta Watson se prijavio na NBA draft. Izabran je kao 40. izbor NBA drafta 2001. od strane Seattle SuperSonicsa. U svojoj rookie sezoni, Watson je, za 15.1 minuta u igri, prosječno postizao 3.6 poena, 1.3 skoka i 2 asistencije po utakmici. Nakon završetka sezone, Watson potpisuje za Memphis Grizzliese te se u dresu Grizzliesa zadržava tri sezone. Nakon završetka sezone 2004./05., Watson, kao slobodan igrač, potpisuje za Denver Nuggetse i u dresu Denvera prosječno postiže 7.5 poena, 1.9 skokova i 3.5 asistencija po utakmici. 23. veljače 2006. Watson je, kao dio velike zamjene, mijenjan u Seattle SuperSonicse. U sezoni 2007./08. Watson je prosječno postizao 10.7 poena i 6.8 poena po utakmici te je 6. veljače 2008., u utakmici sa Sacramento Kingsima, postigao 23 poena, 10 skokova i 10 asistencija i time ostvario svoj prvi triple-double učinak u karijeri. Ujedno, to je bio prvi triple-double igrača SuperSonicsa nakon onog Raya Allena 28. siječnja 2004. godine. 17. srpnja 2009. Watson je otpušten od strane Oklahoma City Thundera te je samo 10-ak dana kasnije potpisao za Indiana Pacerse.

## NBA statistika

### Regularni dio
| Godina    | Klub          | Odig. uta. | Uta. poč. | Min. | 2P%  | 3P%  | Sl. bac.% | Skok. | Asist. | Ukr. lop. | Blok. | Poena |
| --------- | ------------- | ---------- | --------- | ---- | ---- | ---- | --------- | ----- | ------ | --------- | ----- | ----- |
| 2001./02. | Seattle       | 64         | 0         | 15.1 | .453 | .364 | .639      | 1.3   | 2.0    | .9        | .1    | 3.6   |
| 2002./03. | Memphis       | 79         | 2         | 17.3 | .435 | .341 | .721      | 2.1   | 2.8    | 1.1       | .2    | 5.5   |
| 2003./04. | Memphis       | 81         | 14        | 20.6 | .371 | .245 | .652      | 2.2   | 5.0    | 1.1       | .2    | 5.7   |
| 2004./05. | Memphis       | 80         | 14        | 22.6 | .426 | .319 | .659      | 2.1   | 4.5    | 1.0       | .2    | 7.7   |
| 2005./06. | Denver        | 46         | 10        | 21.2 | .429 | .395 | .627      | 1.9   | 3.5    | .8        | .2    | 7.5   |
| 2005./06. | Seattle       | 24         | 0         | 25.1 | .432 | .420 | .731      | 3.0   | 5.4    | 1.3       | .1    | 11.5  |
| 2006./07. | Seattle       | 77         | 25        | 27.9 | .383 | .329 | .735      | 2.4   | 5.7    | 1.3       | .3    | 9.4   |
| 2007./08. | Seattle       | 78         | 73        | 29.1 | .454 | .371 | .766      | 2.9   | 6.8    | .9        | .1    | 10.7  |
| 2008./09. | Oklahoma City | 68         | 18        | 26.1 | .384 | .235 | .755      | 2.7   | 5.8    | .7        | .2    | 6.6   |
| Ukupno    |               | 597        | 156       | 22.8 | .415 | .338 | .706      | 2.2   | 4.6    | .7        | .2    | 7.3   |

### Doigravanje
| Godina    | Klub    | Odig. uta. | Uta. poč. | Min. | 2P%  | 3P%  | Sl. bac.% | Skok. | Asist. | Ukr. lop. | Blok. | Poena |
| --------- | ------- | ---------- | --------- | ---- | ---- | ---- | --------- | ----- | ------ | --------- | ----- | ----- |
| 2003./04. | Memphis | 4          | 0         | 15.5 | .533 | .000 | 1.000     | 2.3   | 1.8    | 1.2       | .0    | 4.8   |
| 2004./05. | Memphis | 4          | 0         | 18.5 | .333 | .111 | 1.000     | 2.5   | 3.8    | .8        | .2    | 4.8   |
| Ukupno    |         | 8          | 0         | 17.0 | .410 | .083 | 1.000     | 2.4   | 2.8    | 1.0       | .1    | 4.8   |

## Vanjske poveznice
- Profil na NBA.com
- Profil na Basketball-Reference.com